# Ростовський зоопарк
Ростовський зоопарк — один із найбільших у Росії (площа зоопарку майже 90 га). Розташований у Ростові-на-Дону.Ростовський зоопарк є учасником 38 програм по збереженню рідкісних і зникаючих видів тварин, а також членом Види 360. Відмінною особливістю зоопарку є велика паркова зона, що робить його особливо популярним місцем відпочинку серед мешканців міста. Насадження Ростовського зоопарку є пам'яткою природи.

## Історія
Зоопарк був заснований в червні 1927 року на базі живого куточка школи імені Маршала Радянського Союзу C. M. Будьонного завдяки учням і вчителеві однієї з ростовських шкіл (зараз це школа № 43 на пр. Будьонівському, 64). 26 червня 1927 року на пришкільній ділянці для масового відвідування відкрився зоологічний сад. Восени 1929 року шкільну колекцію тварин перевезли на околицю міста, де для неї були виділені п'ять міських дач. Першим директором зоосаду став Володимир Вільгельмович Кегель — шкільний викладач і засновник натуралістичного гуртка.
У 1930 році в зоопарку з'явилися екзотичні тварини: слон, лев, тигр, пума, леопард, крокодил, морські леви, пітон, мавпи, папуги, лами, страуси. Тварини були конфісковані як оплата за податкові борги в приватного звіринця Анатолія Філатова, який гастролював тоді в Ростові на Театральній площі.
У 1935 році в Ростовському зоопарку отримано потомство страуса ему. Цими птахами місто забезпечило всі зоопарки країни, а також два закордонних — у Китаї та Румунії.
5 вересня 2009 року Ростовський зоопарк отримав трьох слонів, яких привезли з берлінського зоопарку Фрідріхсфельде. Понад двадцять років зоопарк не мав слонів і тепер отримав їх у обмін на біле ведмежа. Але на цьому історія не закінчилася: в грудні 2010 в зоопарку несподівано народилось слоненя, дівчинка. Як виявилося, слониха була передана Ростовському зоопарку вже вагітною.

## Колекція
Зоопарк один з найбільших за територією зоопарків Росії, в якому перебуває близько 5 тисяч тварин, що відносяться до 400 видів, причому з них 105 видів занесені в Червону книгу МСОП, 33 види — в Червону книгу Росії, а 132 види занесені в списки додатків конвенції CITES. Ростовський зоопарк контактує з провідними науковими та громадськими організаціями світу, що займаються проблемами збереження рідкісних і зникаючих видів тварин, тут міститься велика кількість видів тварин, занесених як у Міжнародну Червону книгу, так і в регіональні списки рідкісних і зникаючих тварин.
Зоопарк Ростова займає одне з перших місць у Європі по розведенню орланів-білохвостів.
У зоопарку також є секція акваріума, в якій представлені найрізноманітніші мешканці підводного світу — від риб Донського краю до рідкісних прісноводних скатів і крабів з Південної Америки. У тераріумі є крокодили з Південно-Східної Азії, різноманітні черепахи, змії Середньої Азії, Африки, Америки, а також інші екзотичні рептилії.